# Leptobatopsis moloch
Leptobatopsis moloch là một loài tò vò trong họ Ichneumonidae.